# Wzór Perrona
Wzór Perrona – twierdzenie analitycznej teorii liczb, które pozwala wyrazić sumę częściową wartości danej funkcji arytmetycznej przy pomocy skojarzonego z nią szeregu Dirichleta. Twierdzenie zostało nazwane po Oskarze Perronie. Wykorzystuje się je w dowodzie twierdzenia o liczbach pierwszych, aby problem dyskretny przeformułować w kategoriach funkcji zeta Riemanna.

## Treść twierdzenia
Zapisywać będziemy {\displaystyle s=\sigma +it}, aby dla danej liczby zespolonej wyrazić jej część rzeczywistą i urojoną.
Niech
{\displaystyle F(s)=\sum _{n=1}^{\infty }{\frac {f(n)}{n^{s}}}}
będzie szeregiem Dirichleta zbieżnym bezwzględnie dla {\displaystyle \sigma >\sigma _{a}}. Niech {\displaystyle c>0}, {\displaystyle x>0} będą dowolnymi liczbami rzeczywistymi. Wówczas, dla {\displaystyle \sigma >\sigma _{a}-c} zachodzi równość
{\displaystyle \sum _{n\leqslant x}'{\frac {f(n)}{n^{s}}}={\frac {1}{2\pi i}}\int _{c-\infty i}^{c+\infty i}F(s+z){\frac {x^{z}}{z}}dz},
gdzie
{\displaystyle \int _{c-\infty i}^{c+\infty i}f(z)dz=\lim _{T\to \infty }\int _{c-Ti}^{c+Ti}f(z)dz}
zapis {\textstyle \sum '} oznacza, że ostatni składnik sumy pomnożony jest przez {\displaystyle 1/2}, gdy {\displaystyle x} jest liczbą całkowitą. W szczególności, gdy {\displaystyle s=0}, to
{\displaystyle \sum _{n\leqslant x}'f(n)={\frac {1}{2\pi i}}\int _{c-\infty i}^{c+\infty i}F(z){\frac {x^{z}}{z}}dz}.
Korzystając z odwrotnej transformacji Mellina, treść dowodu można zapisać jako
{\displaystyle \sum _{n\leqslant x}'{\frac {f(n)}{n^{s}}}=\{{\mathcal {M}}^{-1}\varphi \}(x)},
gdzie {\displaystyle \varphi (z)=F(s+z)}.

## Dowód
{\displaystyle c} jest częścią rzeczywistą zmiennej {\displaystyle z} pod całką, więc szereg {\displaystyle F(s+z)} jest zbieżny bezwzględnie i jednostajnie na każdym zwartym podzbiorze półpłaszczyzny {\displaystyle \sigma +c>\sigma _{a}}. Stąd
{\displaystyle \int _{c-Ti}^{c+Ti}F(s+z){\frac {x^{z}}{z}}dz=\int _{c-Ti}^{c+Ti}\sum _{n=1}^{\infty }{\frac {f(n)}{n^{s+z}}}{\frac {x^{z}}{z}}dz=\sum _{n=1}^{\infty }{\frac {f(n)}{n^{s}}}\int _{c-Ti}^{c+Ti}\left({\frac {x}{n}}\right)^{z}{\frac {dz}{z}}}.
Powyższą sumę można rozdzielić na części, gdzie {\displaystyle n<x}, {\displaystyle n>x} i ewentualnie trzeci składnik.
{\displaystyle \sum _{n=1}^{\infty }{\frac {f(n)}{n^{s}}}\int _{c-Ti}^{c+Ti}\left({\frac {x}{n}}\right)^{z}{\frac {dz}{z}}=\sum _{n<x}{\frac {f(n)}{n^{s}}}\int _{c-Ti}^{c+Ti}\left({\frac {x}{n}}\right)^{z}{\frac {dz}{z}}+\sum _{n<x}{\frac {f(n)}{n^{s}}}\int _{c-Ti}^{c+Ti}\left({\frac {x}{n}}\right)^{z}{\frac {dz}{z}}+'{\frac {f(x)}{x^{s}}}\int _{c-Ti}^{c+Ti}{\frac {dz}{z}}},
przy czym zapis {\displaystyle +'} oznacza, że ostatnie wyrażenie uwzględnia się wtedy i tylko wtedy, gdy {\displaystyle x} jest liczbą całkowitą. Reszta dowodu wynika z tożsamości
{\displaystyle {\frac {1}{2\pi i}}\int _{c-\infty i}^{c+\infty i}a^{z}{\frac {dz}{z}}={\begin{cases}1\quad {\text{dla}}\quad a>1,\\{\frac {1}{2}}\quad {\text{dla}}\quad a=1,\\0\quad {\text{dla}}\quad 0<a<1\end{cases}}}
prawdziwej dla dowolnych liczb rzeczywistych {\displaystyle a>0}, {\displaystyle c>0} oraz z nierówności
{\displaystyle \left|{\frac {1}{2\pi i}}\int _{c-\infty i}^{c+\infty i}a^{z}{\frac {dz}{z}}\right|\leqslant {\frac {a^{c}}{\pi T\log(1/a)}}}
prawdziwej dla {\displaystyle 0<a<1}. Dla {\displaystyle a=x/n>1},
{\displaystyle \sum _{n<x}{\frac {f(n)}{n^{s}}}\int _{c-Ti}^{c+Ti}\left({\frac {x}{n}}\right)^{z}{\frac {dz}{z}}=\sum _{n<x}{\frac {f(n)}{n^{s}}}}.
Zaś jeśli {\displaystyle a=x/n<1}, to
{\displaystyle \left|\sum _{n>x}{\frac {f(n)}{n^{s}}}\int _{c-Ti}^{c+Ti}\left({\frac {x}{n}}\right)^{z}{\frac {dz}{z}}\right|\leqslant \sum _{n>x}{\frac {|f(n)|}{n^{\sigma }}}{\frac {2}{T}}\left({\frac {x}{n}}\right)^{c}{\frac {1}{\log \left({\frac {1+\lfloor x\rfloor }{x}}\right)}}={\frac {2}{T}}{\frac {x^{c}}{\log \left({\frac {1+\lfloor x\rfloor }{x}}\right)}}\sum _{n>x}{\frac {|f(n)|}{n^{c+\sigma }}}},
gdzie {\displaystyle \lfloor \cdot \rfloor } oznacza część całkowitą liczby. Występujący czynnik będący szeregiem jest skończony, więc prawa strona dąży do 0 gdy {\displaystyle T\to \infty }. To dowodzi wzór Perrona.

## Przykłady
Klasyczne przykłady wykorzystania wzoru Perrona dotyczą przede wszystkim funkcji zeta Riemanna. Wszystkie one dotyczą przedstawienia funkcji na półpłaszczyźnie {\displaystyle \sigma >1}, ze względu na charakter twierdzenia.
{\displaystyle \zeta (s)=s\int _{1}^{\infty }{\frac {\lfloor x\rfloor }{x^{s+1}}}dx},
{\displaystyle {\frac {1}{\zeta (s)}}=s\int _{1}^{\infty }{\frac {M(x)}{x^{s+1}}}dx},
gdzie {\textstyle M(x)=\sum _{n\leqslant x}\mu (n)} oznacza funkcję Mertensa,
{\displaystyle -{\frac {\zeta '(s)}{\zeta (s)}}=s\int _{1}^{\infty }{\frac {\psi (x)}{x^{s+1}}}dx,}
gdzie {\displaystyle \psi (x)} jest drugą funkcją Czebyszewa.